# 포르투갈 제2공화국
이스타두 노부(포르투갈어: Estado Novo, "신국가"라는 뜻) 또는 포르투갈 제2공화국은 1933년부터 1974년까지 포르투갈에 있었던 권위주의 체제이다. 1926년 5월 28일 군인 주도의 쿠데타로 제1공화국이 무너진 것을 배경으로 하여 성립되었다. 국호도 국가독재시절에 변경한 포르투갈 공화국을 정식 입헌하여 공식 명문화하였다. 이 기간 중 사실상의 실권자는 1932년부터 1968년까지 총리를 지냈던 안토니우 드 올리베이라 살라자르였다. 이스타두 노부 체제 기간 중, 포르투갈은 수세기에 걸쳐 여러 대륙에 건설한 식민지를 보유하고 있었다.

## 배경
1926년에 일어난 군사 쿠데타로 베르나르디누 마샤두(Bernardino Machado)대통령이 실각하고 군사정부가 등장한다. 그러던 중 1929년 세계 대공황이 들이닥쳤는데, 물론 포르투갈도 예외는 아니었다. 경제가 어려워지기 시작하였을 무렵, 오스카르 카르모나(Oscar Carmona)대통령이 안토니우 살라자르(Antonio Salazar)를 장관으로 임명한다. 살라자르는 이러한 상황속에서도 경제위기를 해결하였고, 1932년 카르모나는 그를 총리로 임명한다.
그러나 총리가 된 살라자르는 내각책임제의 특징을 악용, 자신의 권력을 키워 독재자가 되기 시작한다. 여기서 본격적인 이스타두 노부가 시작된다.

## 체제의 특징
이스타두 노부 체제는 국민들에게 국가주의와 가톨릭의 가치를 강조했다. 모든 교육 체계는 포르투갈 조국 그리고 대항해 시대 이래 5세기 동안 포르투갈이 보유하고 있는 해외 영토에 대한 자긍심을 고취하는 데 주안점을 두었다.

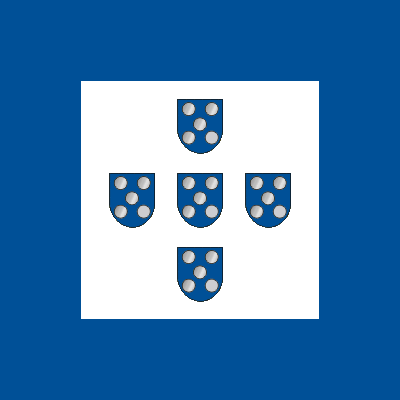
국가연합당의 기

경제면에서는 협동조합주의를 받아들였으며, 정치면에서는 넓은 범위의 우파에 왕당파, 국가주의자, 자본주의자 등을 포괄한 국가연합당(포르투갈어: União Nacional)이 유일 정당이 되었다.

포르투갈 여단의 기

포르투갈 청년단의 기

외곽 단체로는 포르투갈 여단(포르투갈어: Legião Nacional)이 있었는데 이것은 이탈리아의 검은 셔츠단을 모방한 준군사 조직이었으며, 청년단체로는 포르투갈 청년단(포르투갈어: Mocidade Portuguesa)이 있었는데 이것은 독일의 히틀러 유겐트의 조직 형태를 모방한 것이다.
이스타두 노부 체제의 또다른 기둥은 비밀경찰 PIDE였다. 이스타두 노부 시대 동안 포르투갈의 많은 정치범들은 카보베르데 군도에 있는 타하팔(tarrafal) 감옥으로 보내졌다.
본래 포르투갈은 프랑코를 지원했으나 제2차 세계대전 때는 영국 등 연합국에 우호적인 중립을 지켰는데, 이는 1386년 체결되어 550년 이상 이어진 윈저 조약(영국-포르투갈 동맹)에 따른 것이다.

## 교육
1930년의 국세조사에서는 포르투갈 인구의 48.1%가 문맹이었으며, 1950년대초까지도 북미나 서유럽 기준으로 포르투갈의 문맹률은 27.5%로 높았다. 1960년대 들어서야 6년간의 의무교육이 실시되고, 앙골라와 모잠비크 식민지에도 대학이 설치되었다.

## 체제의 종말
1960년대부터 불거진 아프리카 식민지들의 봉기로 체제가 흔들렸으며, 마침내 1974년 4월 25일에 좌익 장교단에 의한 카네이션 혁명으로 이스타두 노부 체제는 무너졌다.